# Sphère d'homologie
Pour les articles homonymes, voir Sphère (homonymie).
En topologie algébrique, une sphère d'homologie (ou encore, sphère d'homologie entière) est une variété X de dimension n ≥ 1 qui a les mêmes groupes d'homologie que la n-sphère standard Sn, à savoir :
H0(X,Z) = Z = Hn(X,Z)
et
Hi(X,Z) = {0} pour tout autre entier i.
Une telle variété X est donc connexe, fermée (i.e. compacte et sans bord), orientable, et avec (à part b0 = 1) un seul nombre de Betti non nul : bn.
Les sphères d'homologie rationnelle sont définies de façon analogue, avec l'homologie à coefficients rationnels. Toute sphère d'homologie entière est une sphère d'homologie rationnelle mais l'inverse n'est pas vrai.

## Groupe fondamental
Pour n > 1, la nullité de b1 n'implique pas que X soit simplement connexe, mais seulement que son groupe fondamental soit parfait (voir théorème d'Hurewicz).
La seule 3-sphère d'homologie qui soit simplement connexe est la 3-sphère usuelle S3 (voir Conjecture de Poincaré). Mis à part la sphère d'homologie de Poincaré (cf. ci-dessous), toutes les autres ont un groupe fondamental infini.
L'existence de 3-sphères d'homologie non simplement connexes montre que la conjecture de Poincaré ne peut pas se formuler en termes purement homologiques.

## Sphère d'homologie de Poincaré
La sphère d'homologie de Poincaré (à ne pas confondre avec la sphère de Poincaré) est une 3-sphère d'homologie particulière. Son groupe fondamental est le groupe binaire icosaédrique (en) {\displaystyle I^{*}}. Ce groupe admet la présentation {\displaystyle \langle a,b\mid a^{2}=b^{3}=(b^{-1}a)^{5}\rangle }, est d'ordre 120 et est isomorphe au groupe SL(2,Z/5Z). Le groupe binaire icosaédrique {\displaystyle I^{*}} est le groupe d'isométries laissant invariant l'icosaèdre élémentaire. Il est aussi le revêtement double parfait du groupe icosaédrique {\displaystyle I=A_{5}}.
La sphère d'homologie de Poincaré se construit de diverses manières.
- Une première est à partir du dodécaèdre par identification de chaque face avec la face opposée, en choisissant la rotation d'angle minimum qui superpose ces deux faces (voir l'article Espace dodécaédrique de Poincaré). On obtient ainsi une 3-variété fermée. (Les deux autres choix possibles de rotation donnent soit une 3-variété hyperbolique (en) – l'espace de Seifert-Weber (en) – soit l'espace projectif {\displaystyle \mathbb {R} P^{3}}).
- Une seconde est de quotienter SO(3) (qui est homéomorphe à {\displaystyle \mathbb {R} P^{3}}) par le groupe icosaédrique {\displaystyle I=A_{5}}. Intuitivement, cela signifie que la sphère d'homologie de Poincaré est l'espace de toutes les positions visuellement distinctes que peut prendre un icosaèdre régulier de centre fixe, dans l'espace euclidien de dimension 3.
- Une troisième, analogue à celle qui précède, est de quotienter SU(2) (qui est homéomorphe à {\displaystyle S^{3}}, le revêtement universel de {\displaystyle SO(3)}) par le groupe binaire icosaédrique {\displaystyle I^{*}} décrit plus haut.
- Une quatrième est la chirurgie de Dehn (en) : la sphère d'homologie de Poincaré est la chirurgie de {\displaystyle S^{3}} le long du nœud de trèfle droit avec framing (en) +1.
- Une cinquième est en recollant deux corps à anses de même genre le long de leur bord de manière appropriée (voir scindement de Heegaard (en)).
- Une sixième est la sphère de Brieskorn {\displaystyle \Sigma (2,3,5)} (voir plus bas).
- Une septième est par fibré de Seifert (voir plus bas).

## Constructions et exemples
Tout comme celle de Poincaré, les sphères d'homologie peuvent être construites de diverses manières.
- Toute chirurgie de S3 le long d'un nœud avec framing ±1 donne une 3-sphère d'homologie.
- Plus généralement, une chirurgie le long d'un entrelacs aussi, pourvu que la matrice constituée des nombres d'intersection (hors de la diagonale) et des framings (sur la diagonale) ait pour déterminant ±1.
- Si p, q et r sont des entiers positifs deux à deux premiers entre eux alors l'entrelacs de la singularité xp + yq + zr = 0 (c'est-à-dire l'intersection de cette 2-variété complexe avec une petite 5-sphère centrée en 0) est la 3-sphère d'homologie Σ(p, q, r) de Brieskorn. Elle est homéomorphe à la 3-sphère standard S3 si p, q ou r vaut 1. La sphère d'homologie de Poincaré est Σ(2, 3, 5).
- La somme connexe de deux 3-sphères d'homologie orientées est une 3-sphère d'homologie. Inversement, dans la décomposition de Milnor (essentiellement unique) d'une 3-sphère d'homologie en somme connexe de 3-variétés indécomposables, les composantes sont des sphères d'homologie.
- Si a1, … , ar sont des entiers supérieurs ou égaux à 2 et premiers entre eux deux à deux, alors la variété de Seifert fibrée sur S2 correspondant à la liste (b,(o1,0);(a1,b1), … ,(ar,br)) est une sphère d'homologie si b et les bk sont choisis de telle sorte que b+b1/a1+…+br/ar=1/(a1…ar). (Un tel choix de b et des bk est toujours possible, et tous les choix donnent la même sphère d'homologie.) Si r ≤ 2, c'est simplement la 3-sphère usuelle. Si r > 2, ce sont des 3-sphères d'homologie non triviales et distinctes. Le cas où r = 3 et où {a1, a2, a3} = {2, 3, 5} donne la sphère de Poincaré. Dans tous les autres cas, la 3-sphère d'homologie obtenue est un espace d'Eilenberg-MacLane {\displaystyle K(\pi ,1)} (i.e. un espace asphérique) et sa géométrie de Thurston est modelée sur le revêtement universel de SL2(R).

## Invariants
- Invariant de Rokhlin (en) – Toute 3-sphère d'homologie possède une unique structure spin, et toute 3-variété spin M borde une 4-variété spin, dont la signature (en) est divisible par 8 et dont la valeur modulo 16 ne dépend que de M. Ceci permet d'associer à toute 3-sphère d'homologie un invariant élément de Z/2Z..
- Invariant de Casson (en) – À toute 3-sphère d'homologie orientée est associé un entier {\displaystyle \lambda }, additif par rapport à la somme connexe, et changeant de signe quand on renverse l'orientation. Sa réduction modulo 2 est l'invariant de Rokhlin. L'invariant de Casson de la 3-sphère standard est 0 ; celui de la sphère d'homologie de Poincaré est ±1.
- Invariant {\displaystyle \chi } de Taubes - C'est une reformulation analytique de l'invariant {\displaystyle \lambda } de Casson. Clifford Taubes a montré[3] que {\displaystyle \chi =2\lambda }.
- Homologie de Floer d'instantons - L'homologie de Floer d'instantons est une homologie de type Morse en dimension infinie basée sur la théorie de Chern-Simons. La caractéristique d'Euler de l'homologie de Floer d'instantons est égal à l'invariant {\displaystyle \chi } de Taubes (et donc au double de l'invariant {\displaystyle \lambda } de Casson).

## Applications
La suspension d'une 3-sphère d'homologie {\displaystyle X} non standard est une 4-variété homologique (en) qui n'est pas une variété topologique. La double suspension de {\displaystyle X} est homéomorphe à la 5-sphère standard {\displaystyle S^{5}}, mais sa triangulation (induite par une triangulation de {\displaystyle X}) n'est pas une variété linéaire par morceaux (en).
La question de savoir si toute variété fermée de dimension supérieure ou égale à 5 est homéomorphe à un complexe simplicial est toujours ouverte. Galewski et Stern ont démontré qu'elle était équivalente au problème de l'existence d'une 3-sphère d'homologie {\displaystyle \Sigma }, d'invariant de Rokhlin non nul, telle que la somme connexe {\displaystyle \Sigma \#\Sigma } borde une 4-variété acyclique (en).